# Horváth család (felsőbogacsói)
A felsőbogacsói Horváth család egy XVIII. század elejéről származó, horvát eredetű magyar nemesi család.

## Története
Horvátországból származó család, eredeti neve Ferlinchich volt. Horváth György 1700. május 15-én kapott nemesi bizonyítványt a horvát bántól. 1759-ben István, aki eredetileg Sáriban lakott, Vas vármegyében igazolta a nemességét. 1829-ben, 1830-ban és 1912-ben is kapott a család nemesi megerősítést. 1830-ban János, pécsi szemináriumi tiszttartó, és fiai nemességét Pest vármegyében is kihirdették. Egyik fia, Ferenc János baranyai ügyész volt.